# Józef Ryłko
Józef Ryłko (ur. 13 marca 1964 w Rzykach) – polski piłkarz, grający na pozycji obrońcy.

## Kariera
Grał w Leskowcu Rzyki i Beskidzie Andrychów. W 1985 roku został zawodnikiem GKS Jastrzębie. W sezonie 1987/1988 wywalczył z klubem awans do I ligi, w której zadebiutował 27 sierpnia 1988 w przegranym 0:2 meczu z Pogonią Szczecin. W sezonie 1989/1990 grał w Zagłębiu Sosnowiec. Ogółem w barwach GKS i Zagłębia rozegrał w I lidze 50 meczów.

## Statystyki ligowe
| Sezon     | Klub               | Liga    | Mecze | Gole |
| --------- | ------------------ | ------- | ----- | ---- |
| 1985/1986 | GKS Jastrzębie     | II liga | 29    | 0    |
| 1986/1987 | GKS Jastrzębie     | II liga | 28    | 0    |
| 1987/1988 | GKS Jastrzębie     | II liga | ?     | ?    |
| 1988/1989 | GKS Jastrzębie     | I liga  | 24    | 0    |
| 1989/1990 | Zagłębie Sosnowiec | I liga  | 26    | 1    |